# Владимир Малинов
Владимир Малинов е български юрист и служебен министър на енергетиката на България.

## Биография
Роден е на 3 юни 1976 г. в град Сливен.
Завършва магистратура по право в Юридическия факултет на Софийския университет „Св. Климент Охридски“. В периода 2003 – 2010 г. работи в Министерството на отбраната на различни позиции.
От 2018 до 2024 г. е изпълнителен директор на „Булгартрансгаз“ ЕАД – националния газопреносен оператор на България, който реализира проекти за енергийна свързаност и диверсификация на доставките в региона.
През 2024 г. става служебен министър на енергетиката в първото и второто правителство на Димитър Главчев. Понастоящем отново заема длъжността изпълнителен директор на „Булгартрансгаз“ ЕАД.